# Thập niên 0 TCN
Thập niên 0 TCN là giai đoạn giữa năm 9 TCN và năm 1 TCN, chín năm cuối cùng trước Công nguyên. Đây là một trong hai khoảng thời gian dạng thập niên "0 đến 9" gồm 9 năm, cùng với thập niên 0.
Đây là danh sách sự kiện diễn ra trong thập niên 0 TCN xếp theo năm.

## Sinh
- 9 TCN
  - Hán Bình Đế (d. 6)
  - Asconius Pedianus, nhà sử học và viết kịch La Mã

## Mất
- 8 TCN
  - Horace, nhà thơ La Mã (b. 65 TCN)
  - Polemon, client king of Cilicia, Pontus, Colchis and the Bosporan Kingdom.
- 7 TCN
  - Hán Thành Đế (b. 51 TCN)
- 6 TCN
  - Lưu Hướng, học giả Trung Quốc
- 1 TCN
  - Hán Ai Đế (sinh 27 TCN)
  - Triệu Phi Yến (sinh 32 TCN)